# Empis brachysoma
Empis brachysoma är en tvåvingeart som beskrevs av Daniel William Coquillett 1900. Empis brachysoma ingår i släktet Empis och familjen dansflugor.
Artens utbredningsområde är Alaska. Inga underarter finns listade i Catalogue of Life.